# K7 Total Security
K7 Total Security, гарантії вашого комп'ютера і мережі від знову виникаючих загроз інтернет-безпеки, такі як електронна пошта вірусів, хробаків, троянів, шпигунських програм, рекламного ПО, небажаних листів спаму, клавіатурних шпигунів і багато іншого. K7 Internet Security набір програмного забезпечення містить антивірусне програмне забезпечення, яке захищає ваш комп'ютер від електронної пошти несуть потенційну вірусних атак, Анти-спам, який визнає і контролю небажаних листів повені в поштову скриньку, Anti-Spyware, який запобігає небажані програми, встановленої на комп'ютері без авторизації, брандмауер, система запобігання вторгнень, яка функціонує як трафік моніторинг і запобігає несанкціонованому хакерів введення мережі, конфіденційності, який діє як програмне забезпечення для батьківського контролю. І, нарешті, система моніторингу, яка зупиняє небажані програми, сповільнюючи роботу системи і виявляє / повідомляє якщо Є будь-які несанкціоновані зміни, внесені в налаштування безпеки комп'ютера. Глибокого видалення вірусів і сканування, в цілковитій безпеці дозволяє вашій системі бути надійним і безпечним.

## K7 Computing
K7 Computing Pvt. ТОВ програмного і апаратного забезпечення безпеки компанії Заснована в 1991 році Джаяраманом Кесавардхананом в Ченнаї, Індія.
Компанія має 90 співробітників + в Ченнаї і багато співробітників по всьому світу. Дослідження програмного забезпечення та виявлення вірусів обробляється в антивірусної лабораторії в Ченнаї.
K7 Computing є членом ААДА - Асоціація Антивірусних Дослідників Азії, Ханан Джаяраман, засновник і головний виконавчий директор K7 Computing був нагороджений премією за значний внесок в ААДА за 2008 рік, Ченнаї, TN, 16 грудня 2008

## Продукти
K7 Computing розробляє програмне забезпечення протягом 16 років.
Версія 11 була випущена в лютому 2011 року разом з K7 11 і Antivirus Plus і Antivirus Premium. З 15 червня 2011 K7 випустила Business Edition свого антивіруса безпеки Security K7 Enterprise.
K7 продуктів комп'ютерної безпеки будуються на власні НСТ (Nano Безпечні технології) являє собою нове покоління програмного забезпечення безпеки CORE дозволяє розумним рішенням безпеки в кілька шарів, аналізу і зіставлення різних заходів для виявлення і блокування існуючих і майбутніх загроз.
Enterprise Edition продукти:
K7 Enterprise Security і K7 Enterprise Security Premium (з додатковим брандмауером),
K7 Mail Security для MS Exchange

## Нагороди
- K7 Total Security Advanced + отримали премії від AV-Comparatives Тест липня 2011
- K7 Total Security був нагороджений переможець тесту продуктивності по AV-Comparatives на 2010 рік
- VB-100
- Checkmark по Westcoast Labs Сертифікація та нагороди Платиновий продукт, відновлений 09.August 2011
- ICSA Labs

## Windows Edition
K7 обчислювальної була заснована в 1991 році Джаяраман Kesavardhanan
Його компанія розробила різні програми для DOS, включаючи антивірус.

### K7 2011
K7 Total Security запущений в лютому 2011 року. Версія 11 вносить сучасний графічний користувальницький інтерфейс і нові вдосконалені функції і можливості сканування. (USB-вакцинації, руткитов, а також нові засоби захисту приватного життя)

### Продуктивність
В області продуктивності, K7 споживає мало системних ресурсів. Їхній сайт повідомляє, що K7 Total Security 10 має швидкий антивірусний рушій.

## External links
- K7 Computing HQ Website [Архівовано 21 грудня 2011 у Wayback Machine.]
- K7 Computing UK Website [Архівовано 20 січня 2022 у Wayback Machine.]
- K7 Computing Ireland Website [Архівовано 20 січня 2022 у Wayback Machine.]
- K7 Computing South Africa Website